# Glinggang (Pracimantoro)
Glinggang is een bestuurslaag in het regentschap Wonogiri van de provincie Midden-Java, Indonesië. Glinggang telt 2439 inwoners (volkstelling 2010).